# Marco Rudolph
Marco Rudolph (Zittau, RDA, 22 de mayo de 1970) es un deportista alemán que compitió para la RDA en boxeo.
Participó en los Juegos Olímpicos de Barcelona 1992, obteniendo una medalla de plata en el peso ligero.
Ganó dos medallas en el Campeonato Mundial de Boxeo Aficionado, oro en 1991 y bronce en 1995, y dos medallas en el Campeonato Europeo de Boxeo Aficionado, plata en 1989 y bronce en 1991.
En agosto de 1995 disputó su primera pelea como profesional. En su carrera profesional tuvo en total 14 combates, con un registro de 13 victorias y una derrota.

## Palmarés internacional
| Representando a la RDA   |                     |                   |           |
| Campeonato Europeo       |                     |                   |           |
| Año                      | Lugar               | Medalla           | Categoría |
| 1989                     | El Pireo (Grecia)   | Medalla de plata  | 57 kg     |
| Representando a Alemania |                     |                   |           |
| Juegos Olímpicos         |                     |                   |           |
| Año                      | Lugar               | Medalla           | Categoría |
| 1992                     | Barcelona (España)  | Medalla de plata  | 60 kg     |
| Campeonato Mundial       |                     |                   |           |
| Año                      | Lugar               | Medalla           | Categoría |
| 1991                     | Sídney (Australia)  | Medalla de oro    | 60 kg     |
| 1995                     | Berlín (Alemania)   | Medalla de bronce | 60 kg     |
| Campeonato Europeo       |                     |                   |           |
| Año                      | Lugar               | Medalla           | Categoría |
| 1991                     | Gotemburgo (Suecia) | Medalla de bronce | 60 kg     |